# Cruz do Milénio

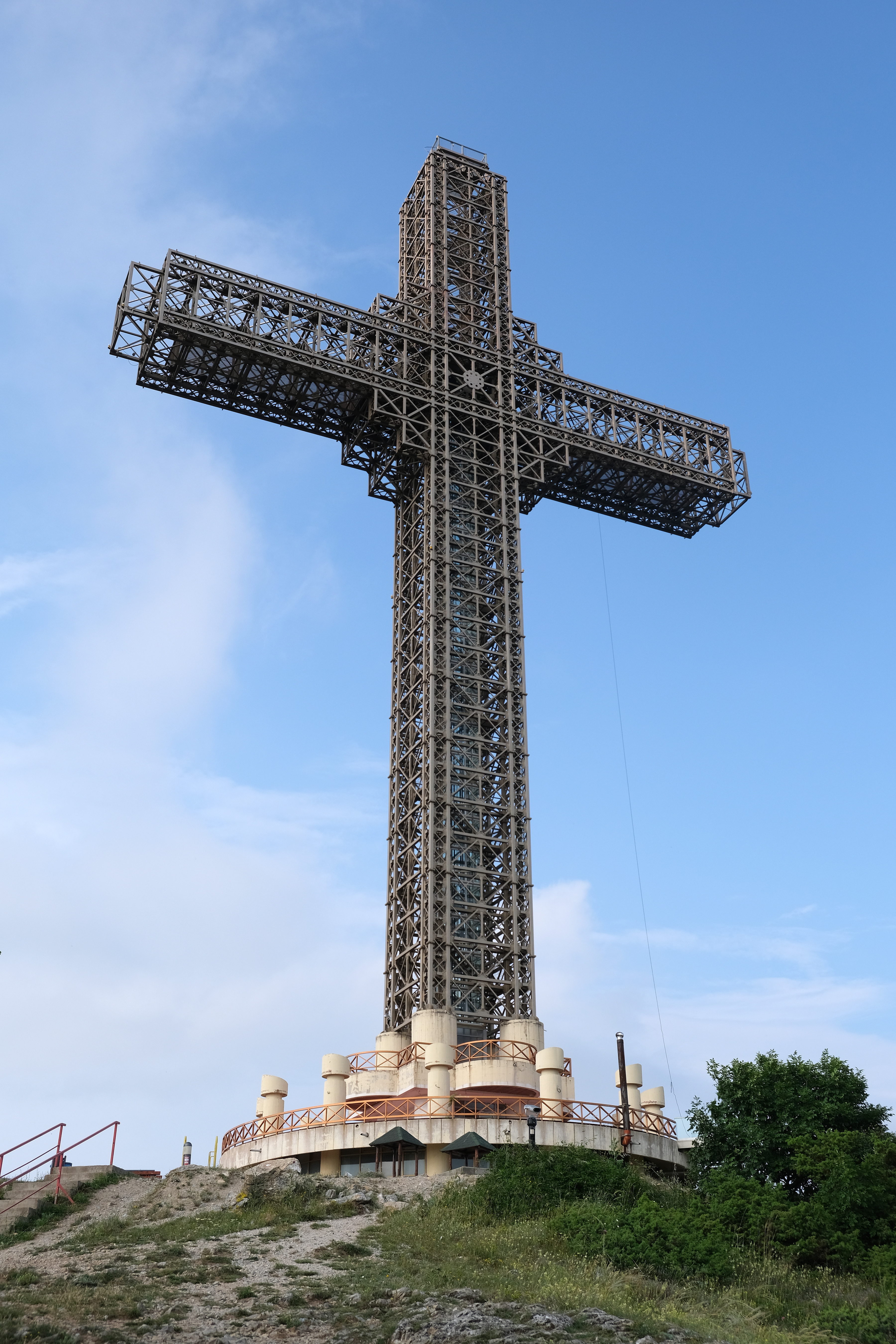
Cruz do Milénio

A Cruz do Milénio (em macedônio: Милениумски крст) é uma cruz monumental de 66 metros de altura situada no topo da montanha Vodno, na cidade de Escópia, capital da Macedônia. Foi construída em comemoração aos 2000 anos do cristianismo no país e também no mundo. É considerada a maior cruz do mundo.
Teve sua construção iniciada em 2002, no ponto mais alto da montanha Vodno, num lugar conhecido no tempo do Império Otomano como "Krstovar", que significa "lugar da cruz". Havia nesta época, uma pequena cruz no local. Em 2008, um elevador foi instalado dentro da cruz.